# Carolina Christiansson
Carolina Christiansson, född 18 oktober 1832, död 26 juni 1924 i Uddevalla, var en svensk konservator och museiföreståndare.
Carolina Christiansson var gift med Niklas Christiansson, som 1864 blev konservator vid det nyligen inrättade Uddevalla museum, men som dog samma år. Carolina Christiansson fick möjlighet att söka tjänsten. Hon fick arbetet och blev Sveriges första kvinnliga zoologiska konservator. Hon fick under några månader utbildning inom konserveringsområdet av August Wilhelm Malm, zoolog och intendent vid Göteborgs Naturhistoriska museum.
Carolina Christiansson var konservator vid museet ända till 1912 och pensionerades då vid 80 års ålder. Hon fick Kungliga Patriotiska Sällskapets stora guldmedalj.
Hon hade två barn, varav det ena, sonen Carl (1863–1927), uppnådde vuxen ålder och blev  redaktör för New York Heralds europeiska upplaga i Paris.